# Hartsville (Tennessee)
Hartsville é uma cidade  localizada no estado norte-americano de Tennessee, no Condado de Trousdale.

## Demografia
Segundo o censo norte-americano de 2000, a sua população era de 2395 habitantes.

## Geografia
De acordo com o United States Census Bureau tem uma área de
9,2 km², dos quais 9,2 km² cobertos por terra e 0,0 km² cobertos por água. Hartsville localiza-se a aproximadamente 186 m acima do nível do mar.

## Localidades na vizinhança
O diagrama seguinte representa as localidades num raio de 28 km ao redor de Hartsville.